# دو ملوان
دو ملوان (انگلیسی: Two Tars) یک فیلم صامت کوتاه به کارگردانی جیمز پروت است که در سال ۱۹۲۸ منتشر شد.

## بازیگران
- استن لورل
- اولیور هاردی
- ادگار کندی
- تلما هیل
- هری برنارد
- چت براندنبورگ
- بالدوین کوک
- ادگار دیرینگ
- چارلی هال
- سام لافکین
- چارلی راجرز
- لایل تیو
- جک هیل
- هلن گیلمور
- لان پاف
- فرانک اِلیس